# Puymirol
Puymirol é uma comuna francesa na região administrativa da Nova Aquitânia, no departamento Lot-et-Garonne. Estende-se por uma área de 19,43 km². Em 2010 a comuna tinha 940 habitantes (densidade: 48,4 hab./km²).